# Naturschutzgebiet Kirchwerder Wiesen
Das mit 1060 ha größte hamburgische Naturschutzgebiet Kirchwerder Wiesen liegt im Südosten Hamburgs in den Stadtteilen Kirchwerder und Neuengamme innerhalb der Vierlande. Der südliche Hauptteil liegt zwischen Gose Elbe und Stromelbe und der kleinere, nördliche Teil zwischen der Gose Elbe und der Dove Elbe.

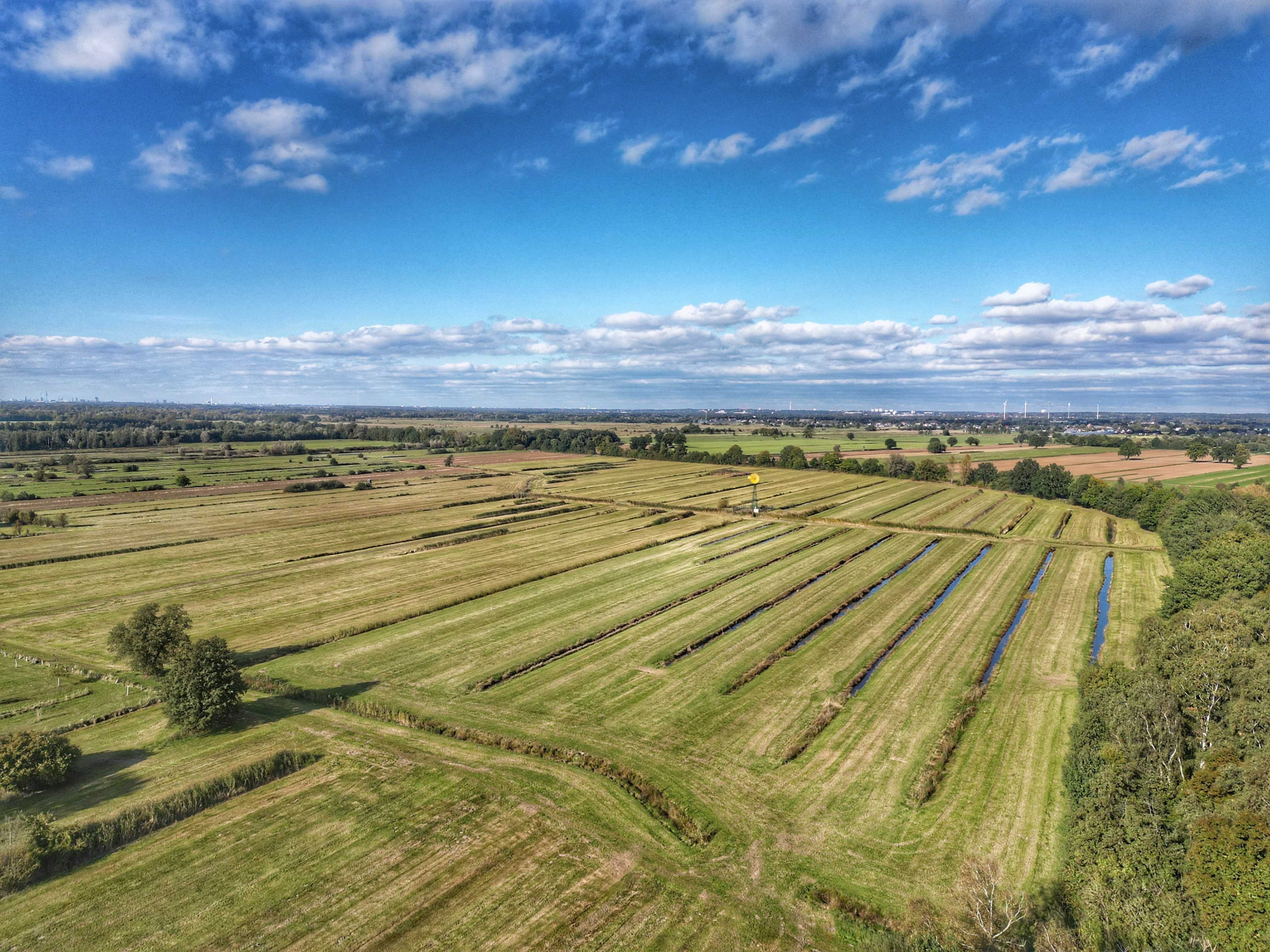
Kirchwerder Wiesen westlich vom Gleisdreieck

Die Kirchwerder Wiesen stellen eine weiträumige, weitestgehend offene Kulturlandschaft dar, die geprägt ist durch extensiv genutztes, feuchtes bis nasses Marschgrünland mit einem engmaschigen Netz aus artenreichen, naturschutzfachlich wertvollen Gräben. Diese Kulturlandschaft ist Lebensraum für seltene Wiesen-, Sumpf- und Wasserpflanzen sowie für zahlreiche seltene oder gefährdete Tierarten wie bodenbrütende Wiesenvögel, Amphibien, Libellen und Fische.
Das Gebiet wird vom Naturschutzbund Deutschland betreut.

## Schutzstatus
Nach der ersten flächendeckenden Erfassung und Bewertung der Lebensräume der Vier- und Marschlande im Rahmen der landesweiten Biotopkartierung wurde Mitte der 1980er Jahre die herausragende Wertigkeit der Kirchwerder Wiesen und deren Schutzbedürftigkeit deutlich.
Über die Schutzgebietsausweisung entstand mit den Eigentümern, landwirtschaftlichen Betrieben, Jägern, Anglern und deren Verbänden eine rege Kontroverse. Damit in der Zeit des Verfahrens zur Schutzgebietsausweisung keine den beabsichtigten Schutzzielen entgegenwirkenden Aktivitäten (z. B. Umbruch von Grünland) möglich waren, erließ der Senat am 16. Juni 1992 eine Verordnung zur Sicherung des künftigen Naturschutzgebietes Kirchwerder Wiesen. Nach Diskussionen mit Betroffenen, den politischen Gremien und einer öffentlichen Auslegung beschloss der Senat am 24. August 1993 die Naturschutzgebietsverordnung. Die rechtlichen Auseinandersetzungen über die Schutzgebietsausweisung wurden bis zum Hamburgischen Oberverwaltungsgericht geführt, welches 2005 die Rechtmäßigkeit der Verordnung bestätigte.
Am 22. Dezember 1999 erfolgte gemäß Richtlinie 92/43/EWG eine Benennung als FFH-Gebiet. Damit ist es als Natura-2000-Gebiet Bestandteil des europaweiten Schutzgebietssystems. Die Grenzen des FFH-Gebietes Kirchwerder Wiesen umfassen alle als Naturschutzgebiet ausgewiesenen Flächen.
Das Naturschutzgebiet Kirchwerder Wiesen beinhaltet nach der Fauna-Flora-Habitat-Richtlinie die Lebensraumtypen

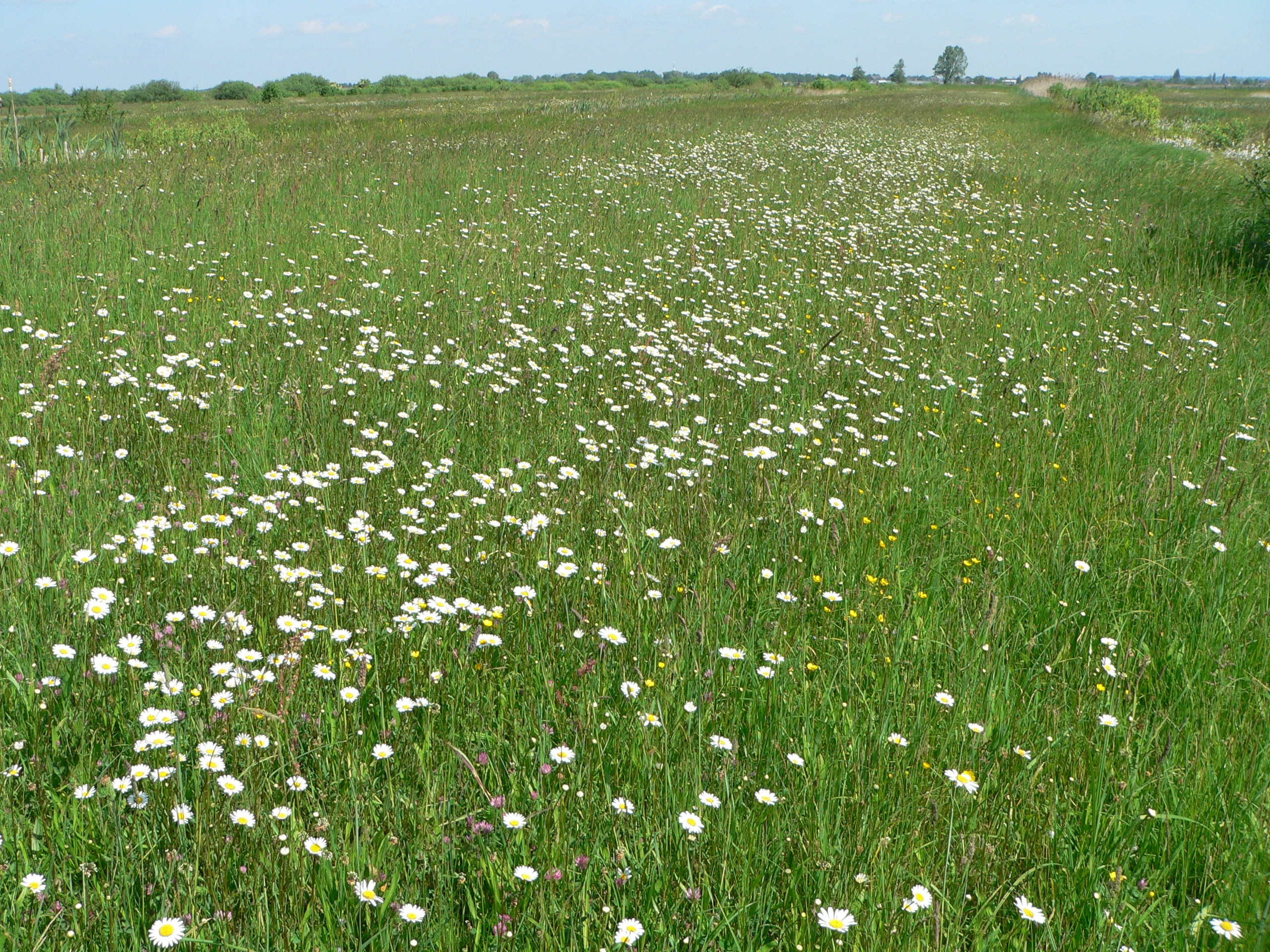
Magere Flachland-Mähwiese.

- (LRT 3150) Natürliche eutrophe Seen,
- (LRT 3260) Flüsse der planaren bis montanen Stufe,
- (LRT 6430) Feuchte Hochstaudenfluren der planaren bis montanen Stufe,
- (LRT 6510) Magere Flachland-Mähwiese,
- (LRT 7140) Übergangs- und Schwingrasenmoore.

Für das Naturschutzgebiet Kirchwerder Wiesen sind fünf Tierarten als Erhaltungsziel nach Anhang II der FFH-Richtlinie gemeldet: Steinbeißer, Schlammpeitzger, Bitterling, Rapfen und Zierliche Tellerschnecke.

Mit Verordnung vom 4. Februar 2025 hat der Senat das Schutzgebiet um 203 ha auf 1060 ha erweitert. Die Erweiterungsfläche in Neuengamme (nördlicher Teil des Naturschutzgebietes) repräsentiert im Bereich der Gose-Elbe einen landschafts- und kulturhistorisch bedeutsamen Ausschnitt der Flussaue einer ehemaligen Nebenelbe.

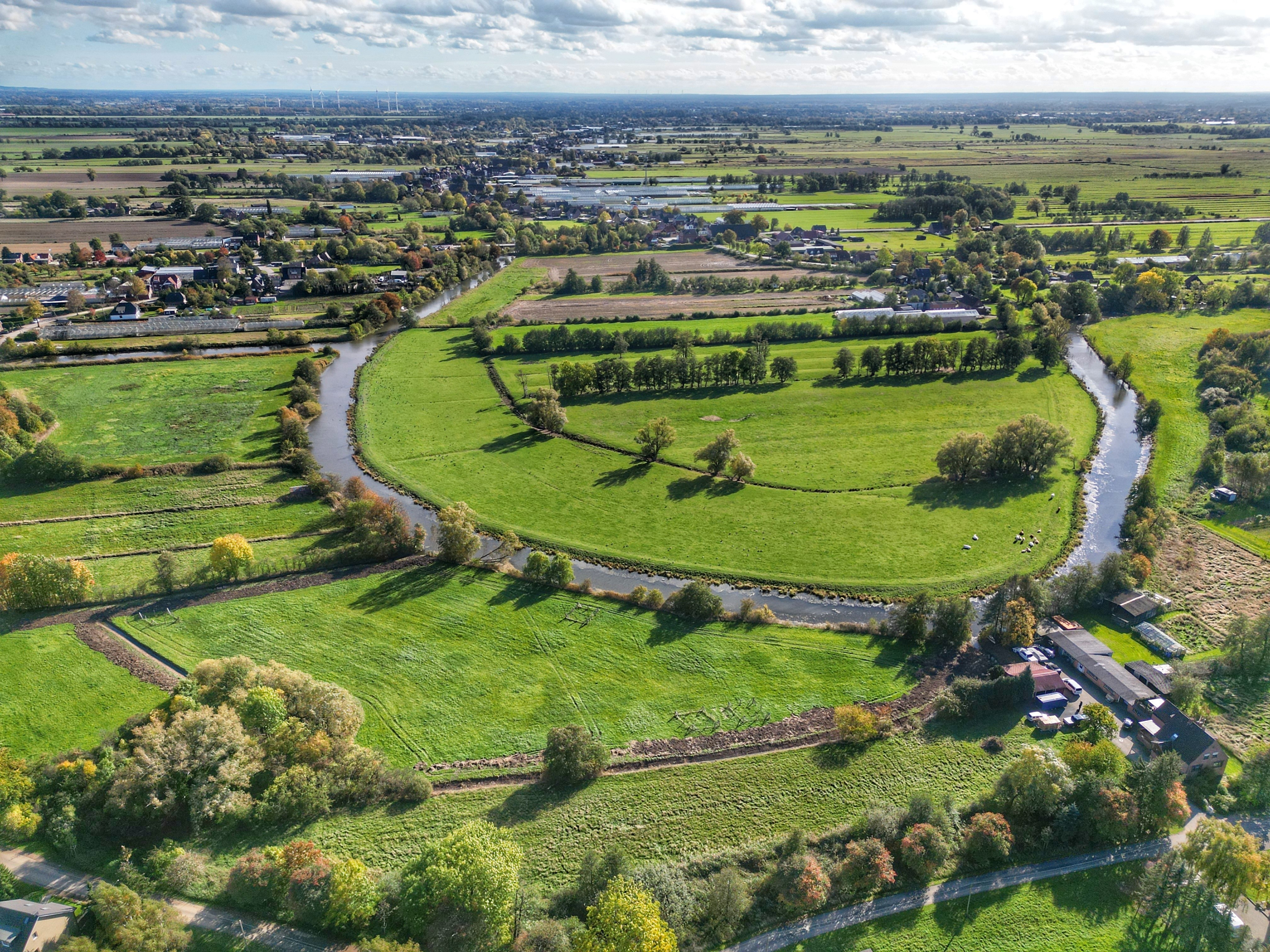
Gose Elbe im Bereich des Naturschutzgebietes

Zeugnisse hiervon sind alte Deiche und durch mittelalterliche Deichdurchbrüche entstandene Bracks. Zentrales Element dieses wertvollen Landschaftsraums ist die sehr naturnahe, wasserpflanzenreiche Gose-Elbe. Die angrenzende Niederung beherbergt das zweitgrößte Vorkommen der Schachbrettblume in Hamburg (ca. 8.000 Individuen), einer typischen Art auf Feucht- und Nasswiesen im Überschwemmungsbereich von Flüssen. Bei den Erweiterungsflächen südlich der Straße Neuengammer Hausdeich handelt es sich um extensiv genutztes Grünland, eingestreut liegen wertvolle Flächen mit Nassgrünland und Gehölzen feuchter Standorte. Hier finden sich Bestände der schutzwürdigen und seltenen Trauben-Trespe und des Hain-Gilbweiderichs. Dieser Erweiterungsbereich wird vom naturnahen Neuengammer Durchstich durchzogen, der mit seinem dichten, uferbegleitenden Gehölzbestand einen Lebensraum für den Biber darstellt.
Für das Erweiterungsgebiet des Naturschutzgebietes in Kirchwerder sind im Westen artenreiche Feucht- und Nasswiesen mit Beständen der Kuckucks-Lichtnelke und des Sumpf-Haarstrangs prägend.

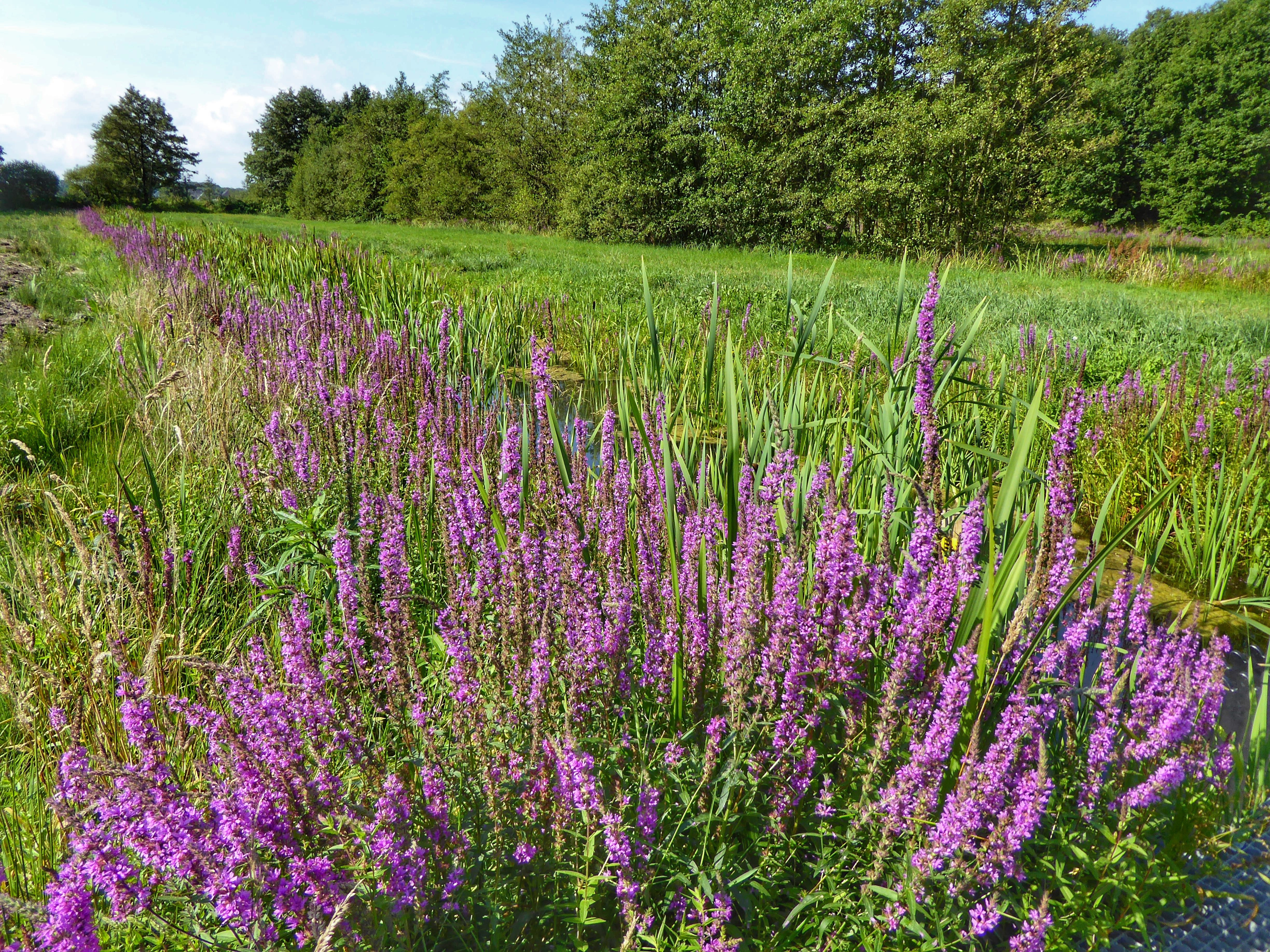
Beetgraben mit Gewöhnlichem Blutweiderich östlich vom Gleisdreieck

 Im südlichen, kleinteilig strukturierten Erweiterungsbereich finden sich eingestreut arten- und blütenreiche Wiesen, die in ihrer Ausprägung dem Lebensraumtyp Magere Flachland-Mähwiese der Fauna-Flora-Habitat-Richtlinie zugeordnet werden können. Die südöstlichen Erweiterungsflächen beim Gleisdreieck und Marschbahndamm zeichnen sich durch altes, artenreiches, extensiv genutztes Grünland mit einem gut ausgebildeten, wertvollen Beetgraben-Relief mit gefährdeten Pflanzenarten aus. Hier finden sich Bestände des seltenen Klappertopfs, des Moor-Labkrauts, und in den Gräben Froschbiss und Krebsschere.

## Nutzungsgeschichte
Die Kirchwerder Wiesen wurden als Teil der Vier- und Marschlande wahrscheinlich bis zum 12. Jahrhundert vom Menschen hauptsächlich von der Geest aus genutzt. Das Gebiet lag im Einfluss von Gezeiten und Hochwasser sowie erheblichen langfristigen Schwankungen des Wasserstandes. Dies ermöglichte keine langfristige Besiedlung. Ausgedehnte Bruch- und Auewälder, Röhrichte sowie Moore am Rand zur Geest prägten die Landschaft. Die deutliche Meeresspiegelabsenkung von 850 bis 1100 ermöglichte im gesamten norddeutschen Raum eine Besiedlung der Marschen. Dem wieder einsetzenden Meeresspiegelanstieg wurde durch den einsetzenden Deichbau begegnet.
Die Eindeichung Kirchwerders erfolgte zwischen 1212 und 1220 und war die Voraussetzung für die Nutzbarmachung des Gebietes. Um die grundwassernahen Böden landwirtschaftlich nutzen zu können, wurde ein komplexes Grabensystem geschaffen. Für eine möglichst gleichmäßige Verteilung von Bodenverhältnissen und anteiliger Deichunterhaltung wurde das Land für die einzelnen Höfe in 40 Morgen große Marschhufen, verhältnismäßig schmale und sehr lange Streifenfluren eingeteilt, die sich vom Deich bis zum Hinterdeich erstreckten. Diese heute noch in den Kirchwerder Wiesen weitgehend erhaltene Siedlungsform, die Deiche und das Grabensystem als bestimmendes Landschaftsmerkmal, bieten ein anschauliches Bild der über 800 Jahre zurückliegenden Marschenkultivierung.
Das eigentliche Beet-Grabensystem wurde bis zum Anfang des 20. Jahrhunderts nur unwesentlich verändert.
Die Entwässerung erfolgte in den ersten Jahrhunderten nur über Schleusen und Siele. Zu Beginn der Eindeichung lag das Land 0,5 bis 1 Meter höher als die heutige Oberfläche und damit ungefähr einen Meter über dem Mittelhochwasser der Elbe, deren Hauptstrom damals die Gose Elbe bildete. Die Kultivierung hatte auch einige unerwünschte Folgen: Durch die Entwässerung wurde dem Boden Wasser entzogen, der daraufhin mit Sackungen reagierte. Durch die zunehmende Eindeichung und Waldrodung im Hochmittelalter mit Bodenerosion lagerte sich immer mehr Schlick und Sand im Vorland der Deiche ab.
Die Geländehöhen binnendeichs liegen heute im Osten des Gebietes bei 0,80 bis 1,00 mNN und steigen Richtung Osten auf 1,60 bis 2,10 mNN. Ohne die heute vorhandenen Elbdeiche würde die Landschaft täglich bei Tidehochwasser bis zu 1,60 m unter Wasser stehen, da das mittlere Tide-Hochwasser in Zollenspieker bei 2,44 mNN liegt (1974–2005).
Das Entwässerungssystem funktionierte in den vergangenen Jahrhunderten bei längerem Hochwasser der Elbe, starken Niederschlägen oder bei Windstille nur ungenügend, so dass gerade die tiefer liegenden Bereiche (namengebend hierfür die Flurbezeichnung Seefeld in Kirchwerder) oft wochenlang überschwemmt waren.
Seit Beginn des 18. Jahrhunderts wurden windgetriebene Schöpfmühlen eingesetzt, die in die Gose Elbe förderten. Dies bewirkte eine deutliche Ausdehnung der gartenbaulichen Nutzung und eine Umwandlung von Wiesen und Weiden zu Ackerland. Durch das Bevölkerungswachstum Hamburgs und neue Absatzmärkte verdoppelte sich zwischen 1895 und 1936 die Gartenbaufläche und umfasste 30 % der landwirtschaftlich genutzten Fläche. In den 1960er und 1970er Jahren begann die Rückentwicklung der Gartenbauflächen zu landwirtschaftlichen Nutzungen.

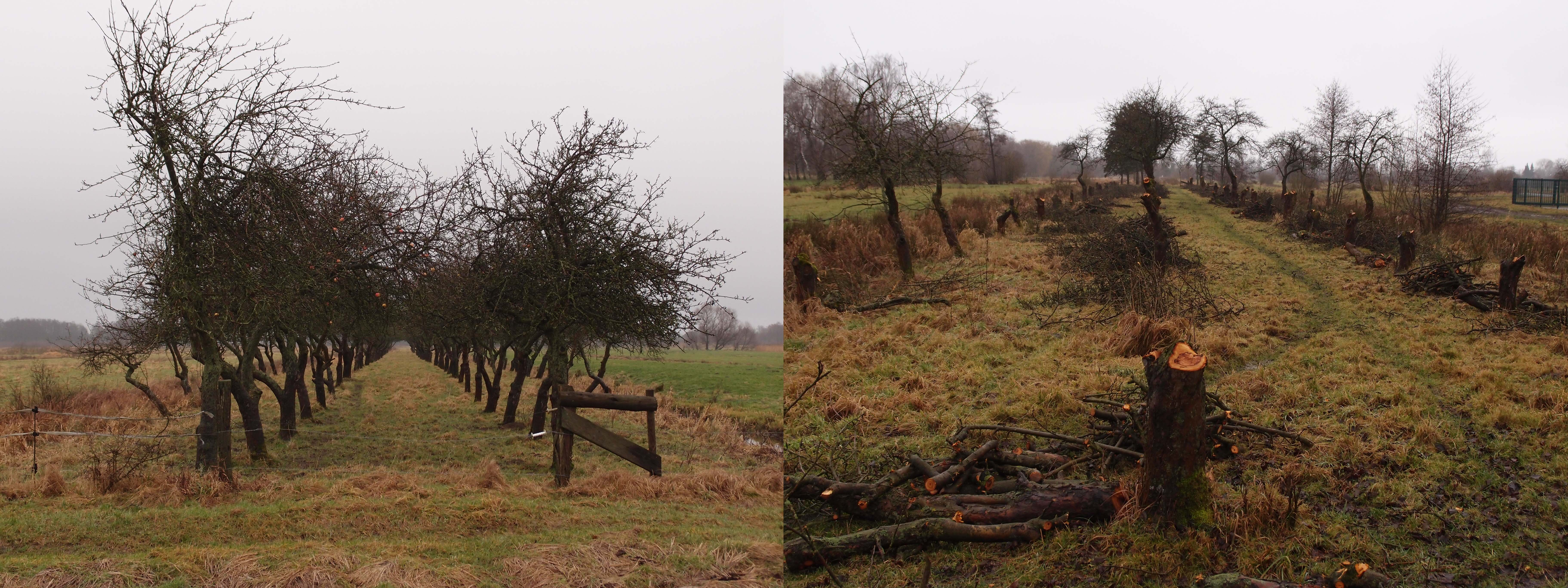
Beseitigung von Obstbäumen in den Kirchwerder Wiesen.

Obstbaumkulturen nahmen zeitweise einen erheblichen Flächen- und Wertschöpfungsanteil ein. Die Obstbaumzählung 1900 ergab für die gesamten Vierlande einen Bestand von 2.100 Bäumen auf 100 ha, wobei der Schwerpunkt mit 43 % des Gesamtbestandes in Kirchwerder lag. Im Alten Land wurde damals eine Dichte von 7.900 Bäumen auf 100 ha erreicht. Im Jahre 1900 wurden in Kirchwerder 64.921 Obstbäume gezählt, 1913 deutlich mehr mit 75.416 Stück. Ab den 1950er Jahren ging der Bestand erheblich zurück.
Landwirtschaftliche Statistikerhebungen zeigen, dass abweichend von anderen Marschlandschaften ein Großteil der Vier- und Marschlande einschließlich des heutigen Naturschutzgebietes bis ins 20. Jahrhundert überwiegend ackerbaulich genutzt wurde, wobei dieser Anteil aufgrund von Witterungsverhältnissen und Absatzmöglichkeiten für Produkte langfristig erheblich schwankte. Die damalige Landschaft mit ihrer neunjährigen Fruchtfolge im Ackerland beinhaltete im ersten Jahr die Brache und im 8. und 9. Jahr die Weide, wobei Abweichungen auf niedrigen, der Überschwemmung ausgesetzten Böden ohne Wintergetreideanbau und einem fünfzigprozentigen Weideanteil nicht unüblich waren. Zwischen 1883 und 1904 lag der Anteil der Ackerweiden recht gleich bleibend bei 30 % der Anbaufläche. Die damalige Landschaft mit dem hohen Ackeranteil ist nicht mit heutigen Nutzungsintensitäten in dieser Kulturart zu vergleichen.

## Gewässer und ihre Entstehungsgeschichte
Neben dem Grabensystem, der Gose Elbe und einem Brack an der Gose Elbe befinden sich im Schutzgebiet mit den Seefelder Teichen und dem Hower See zwei größere Stillgewässerkomplexe.

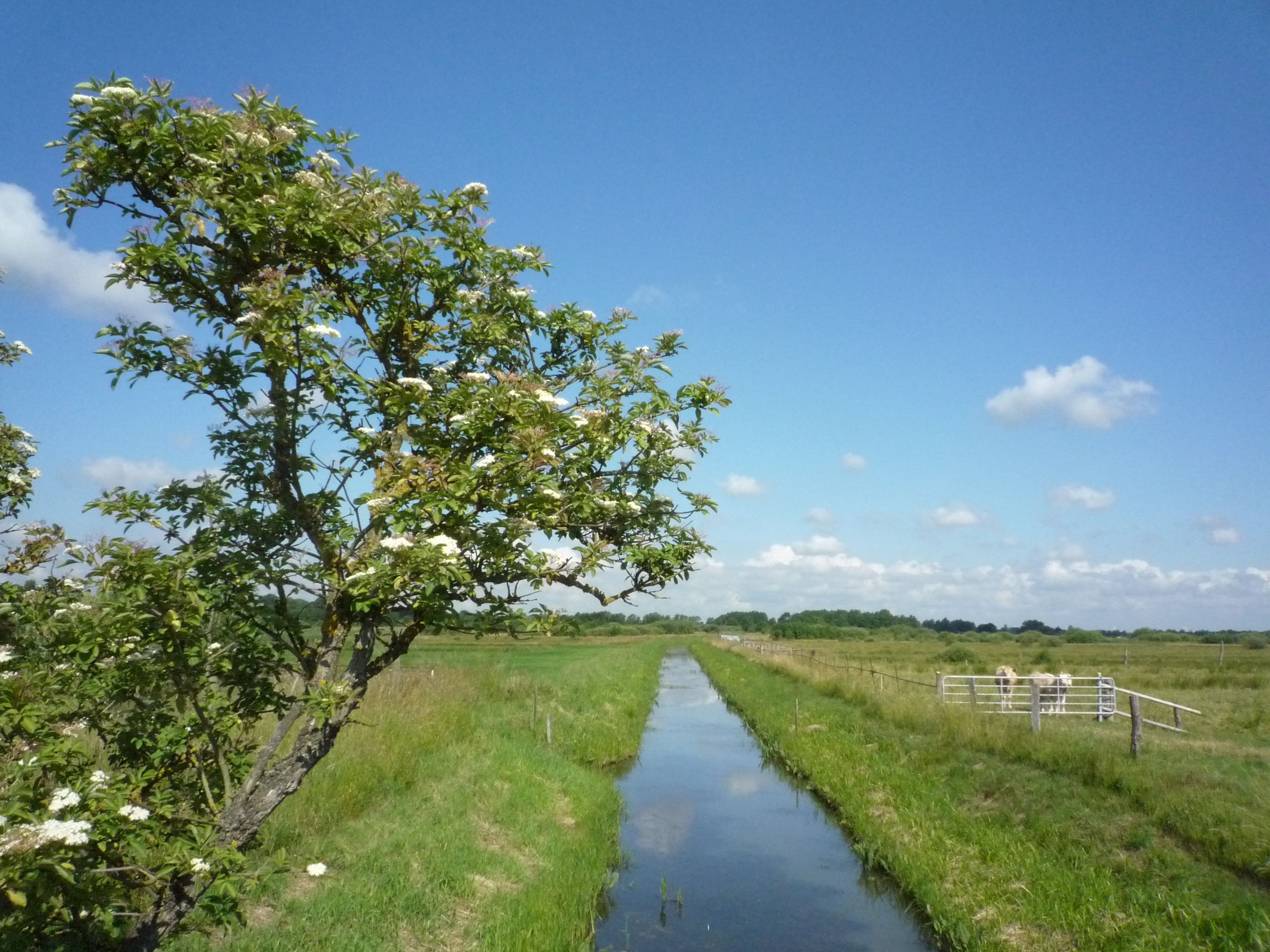
Südlicher Kirchwerder Sammelgraben.

Der Hower See entstand zwischen 1976 und 1987 durch eine Naßauskiesung bis auf eine Tiefe von 17,7 m. Die Teiche südlich des Hower See entstanden in den 1980er Jahren durch Kleientnahme. Die ersten Gewässer für die Seefelder Teiche wurden zunächst für eine private Fischzuchtanlage an der Heinrich-Osterath-Straße angelegt und 1976 vom Bergedorfer Angelverein erworben und durch Flächenzukauf 1981 und 1985 erheblich erweitert.
Der Neuengammer Durchstich ist eine Verbindung zwischen der oberen Dove Elbe und der Gose Elbe und wurde in den 1920er Jahren angelegt, um bei Hochwasser der Oberbille und der oberen Dove Elbe Wasser in die Gose Elbe abzuleiten, zu speichern und über das Überschöpfwerk Ochsenwerder bei hohen Wasserständen in die tideabhängige untere Dove Elbe zu leiten. Durch den Bau der Tatenberger Schleuse war diese Funktion nicht mehr nötig und für eine Unterhaltungskostensenkung wurde in den 1960er Jahren die Sohlbreite größtenteils von 25 m auf 5 m verringert und gleichzeitig eine Vertiefung von 0,50 m auf 1,50 m durchgeführt.

## Böden
Die Kirchwerder Wiesen liegen mitten im Urstromtal der Elbe. Das Urstromtal wurde durch die Schmelzwässer der Gletscher aus der Weichsel-Kaltzeit ausgeräumt. Über dem Schotterhorizont des älteren Pleistozän wurden nacheinander grobkörnige eiszeitliche Talsande und feinkörnige nacheiszeitliche Flusssande abgelagert.
Die Böden des Gebietes gehören zu der Klasse der Marschen, die nach der letzten Eiszeit unter dem Einfluss der Gezeiten entstanden sind. Bei Hochwasser lagerte sich in ruhigeren Zonen toniges Material ab, während die gröberen Sande und Kiese direkt am Fließgewässerrand abgesetzt wurden. Nach den Eiszeiten im Holozän kam es durch den Anstieg des Meeresspiegels bei kühl-feuchtem Klima außerdem zur Vernässung der Niederung und hierdurch zur Bildung von großflächigen Niedermooren. Durch anschließende Ablagerung von Schlickdecken in unterschiedlicher Mächtigkeit entstanden die Bodentypen Moormarsch (20 – 40 cm Schlickauflage) und Flussmarsch (über 40 cm Schlickauflage), die das Gebiet weitgehend prägen. Im flussnahen Bereich wurden die abgelagerten Sande durch die Kultivierung häufig mit dem feinkörnigen Marschboden vermischt und entwickelten sich so zu gut nutzbaren Böden für den Garten- und Ackerbau. Die großen Bereiche mit schweren tonigen Flussmarschböden im Deichhinterland sind eher als Grünlandstandorte geeignet, da die Staunässe sich ungünstig auf eine Ackernutzung auswirkt. Zu dem letztgenannten Typ gehört der überwiegende Teil der Böden des Naturschutzgebietes, deren Mächtigkeit der Kleidecke über den eiszeitlichen Talsanden stellenweise mehr als 4 m beträgt.

## Lebensräume
Im Naturschutzgebiet wurden 56 verschiedene Biotoptypen kartiert. 69 % des Schutzgebietes bestehen aus Grünlandgesellschaften. Der überwiegende Teil des Grünlandes wird beweidet. 13 % des Schutzgebietes entfallen auf Gräben. Ein Teil von ihnen hat sich zu hochwertigen Niedermoorgräben mit einer Reihe sehr seltener und gefährdeter Pflanzenarten entwickelt. Die übrigen Biotoptypen gehören zu folgenden Gruppen: Gärten, Obstwiesen, Acker- und Gartenbauflächen (9 %); Stillgewässer einschließlich Gose Elbe und Fischteiche (4 %), Feldgehölze und Gebüsche (2 %); Siedlungs- und Verkehrsflächen (2 %); Brachflächen (1 %).

## Flora
In erster Linie sind es die Marschgräben im Schutzgebiet, die Lebensraum für eine artenreiche Flora bieten, wobei die Moorgräben mit Schwingrasen von herausragender Bedeutung sind. Daneben gibt es Wiesenflächen im Kernbereich des Gebietes, die durch eine wertvolle Grünlandvegetation gekennzeichnet sind.
Im Naturschutzgebiet Kirchwerder Wiesen wurden 380 Pflanzenarten nachgewiesen. Rund ein Drittel davon gilt in Hamburg als selten oder gefährdet. Davon wurden bisher sechs Pflanzenarten in Hamburg als ausgestorben eingeschätzt. Von ihnen sind die Draht-Segge und das Sumpf-Läusekraut hervorzuheben, die bundesweit stark gefährdet sind. Zehn weitere Pflanzenarten der Kirchwerder Wiesen sind in Hamburg vom Aussterben bedroht. Hierunter befinden sich Arten wie die Sumpf-Platterbse, das Knöterich-Laichkraut und der Zwerg-Igelkolben, die in den Kirchwerder Wiesen eines der wenigen (Sumpf-Platterbse, Zwerg-Igelkolben) oder das einzige (Knöterich-Laichkraut) aktuelle Vorkommen in Hamburg haben.

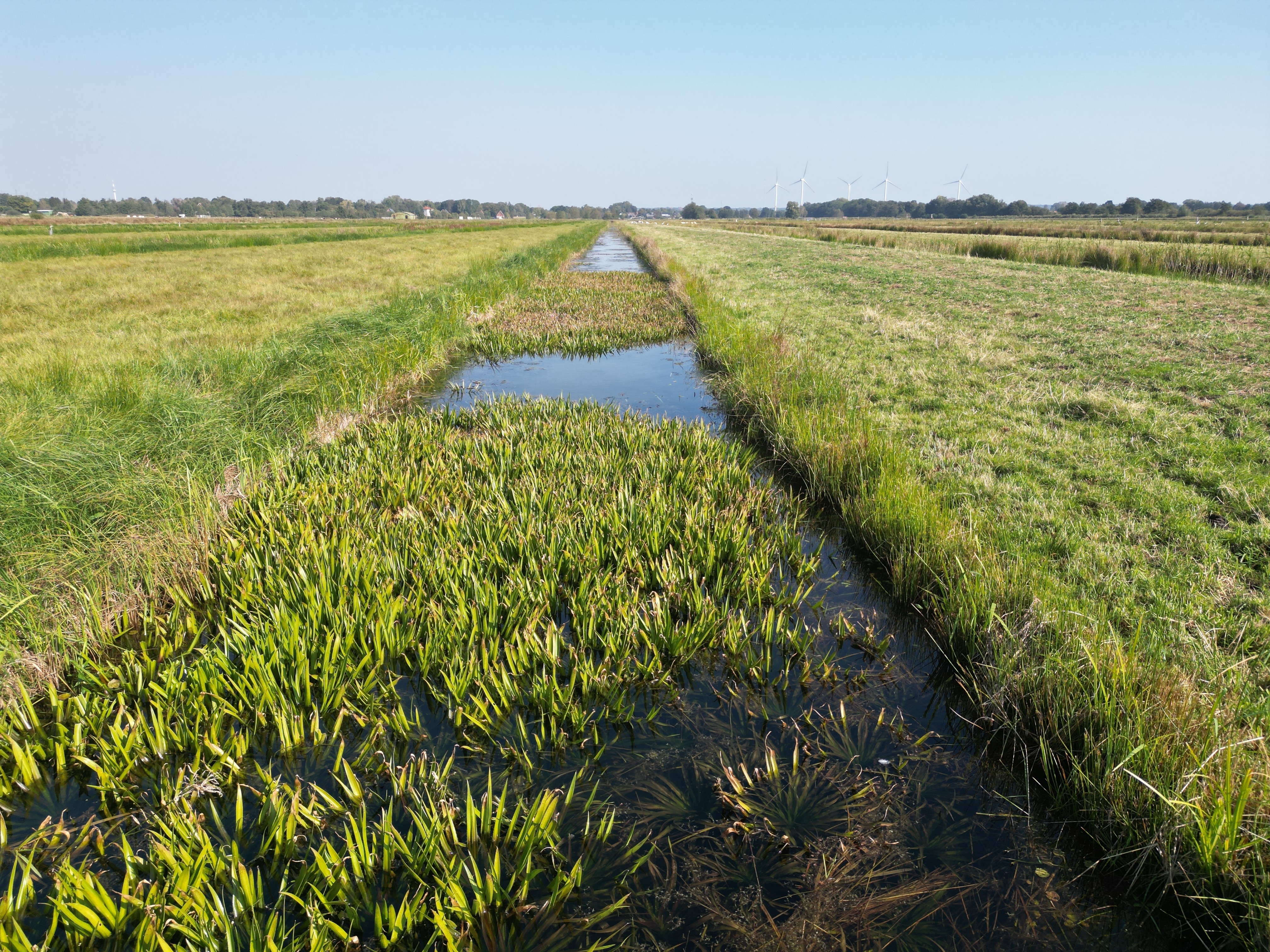
Beetgraben mit Krebsschere in Neuengamme

## Fauna
Die Kirchwerder Wiesen sind durch die Landschaftsstruktur prädestiniert für den Wiesenvogelschutz. Wiesenvögel finden sich vor allem nördlich des Fersenweges. Hier ist die Landschaft arm an Gehölzen und bietet eine ausreichende Sichtfreiheit. Gräben mit freien Wasserflächen und submerser Vegetation sind wichtige Lebensräume für Amphibien und Libellen. Die Kirchwerder Wiesen sind für den Moorfrosch das bedeutendste Schutzgebiet in Hamburg. Von den unterschiedlichen Grabentypen haben die Krebsscheren-Gräben eine herausragende Stellung: Neben der stark gefährdeten Krebsschere selbst ist es das Vorkommen sehr seltener und hochgradig gefährdeter Tierarten, wie Trauerseeschwalbe, Grüne Mosaikjungfer, Gerandete Jagdspinne und Zierliche Tellerschnecke, die diesen Grabentyp so wertvoll macht.
Die Gräben des Schutzgebietes sind für mehrere seltene Kleinfischarten von Bedeutung. Hier sind es vor allem die Hauptgräben, der Neuengammer Durchstich und die Gose Elbe, die aufgrund ihres Wasservolumens, ihrer Vernetzungsfunktion und ihrer ständigen Wasserführung besonders geeignete Lebensräume für gefährdete Fischarten bieten. Aber auch die Siel- und Beetgräben können je nach Ausprägung noch Lebensraumfunktionen beispielsweise für den europaweit schutzwürdigen Schlammpeitzger übernehmen.

### Vögel

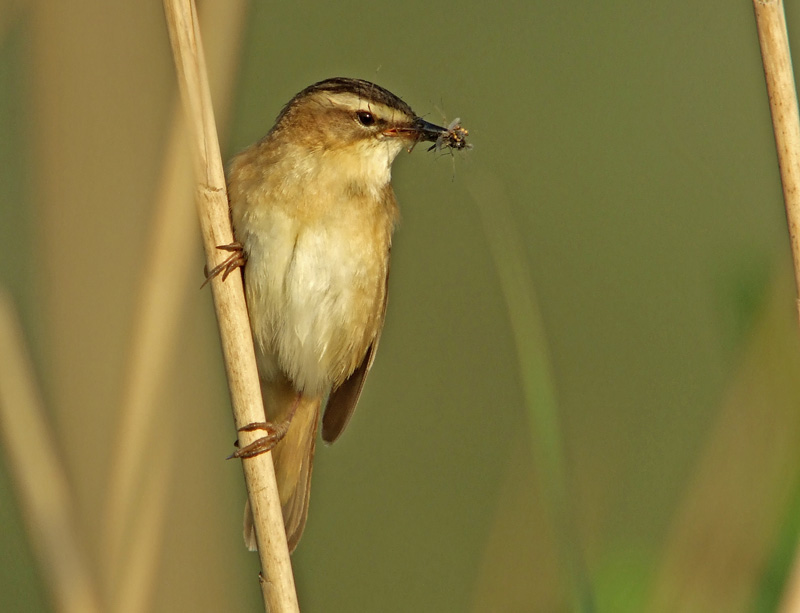
Schilfrohrsänger (Acrocephalus schoenobaenus) Größter Bestand in Hamburg

In den Kirchwerder Wiesen brüteten über 60 verschiedene Vogelarten. Zu den vom Aussterben bedrohten Arten und wertvollsten Brutvögeln zählt die Trauerseeschwalbe. Trauerseeschwalben ernähren sich von kleinen Fischen und Insektenlarven. Als Brutplatz werden Gräben mit einer dichten Schwimmpflanzendecke benötigt. Eine weitere bedeutende Art ist der Schilfrohrsänger, der bevorzugt an mit Schilf bestandenen Gräben brütet und in den Kirchwerder Wiesen seinen größten Bestand in Hamburg hat.
Außerdem kommen fünf in Hamburg stark gefährdete Vogelarten vor: Bekassine, Kiebitz, Löffelente, Rotschenkel, Weißstorch und in einzelnen Jahren auch die Uferschnepfe. Alle Arten sind typische Bewohner großflächiger Grünlandgebiete der Marsch und unterstreichen die Bedeutung der Kirchwerder Wiesen für den Schutz der Wiesenvögel.

### Amphibien und Reptilien
Im Naturschutzgebiet kommen zwei Reptilien und sechs Amphibienarten vor. Der streng geschützte Moorfrosch besiedelt als Charakterart flächendeckend das Feuchtgrünland. Zum Laichen dienen sonnenexponierte, mit hohen Wasserständen ausgestattete Gräben mit üppiger Unterwasservegetation.
Bei den Amphibien kommen außerdem Teichmolch, Kammmolch, Erdkröte, Gras- und Teichfrosch vor.
Bei den Reptilien weisen Waldeidechse und Ringelnatter ein gutes Vorkommen auf. Die Ringelnatter hat in den Kirchwerder Wiesen einen Verbreitungsschwerpunkt in Hamburg.

### Fische
Im Naturschutzgebiet wurden 22 verschiedene Fischarten nachgewiesen. Die meisten Arten kommen in der Gose Elbe, dem Neuengammer Durchstich und den Hauptentwässerungsgräben vor. Hervorzuheben ist das Vorkommen der FFH-Richtlinie geschützten Arten Steinbeißer, Schlammpeitzger, Rapfen und Bitterling. Der Schlammpeitzger bevorzugt Gewässer mit reicher Unterwasservegetation, wobei an Gewässergüte und Sauerstoffgehalt keine hohen Ansprüche gestellt werden. Als wenig mobile Fischart ist er auf eine Vernetzung geeigneter Lebensräume angewiesen, so dass nach Störungen (Gewässerunterhaltung, Austrocknung) geeignete Lebensräume schnell wiederbesiedelt werden können. Steinbeißer haben ähnliche Lebensraumansprüche. Sie benötigen aber sauerstoffreicheres Wasser. Wichtig ist ein geringer Fraßdruck durch räuberisch lebende Fische, wie den Aal. Bitterlinge sind durch ihre besondere Fortpflanzungsbiologie (die Eier werden in den Kiemenraum von Großmuschel abgelegt) an das Vorkommen von Teich- und Malermuscheln gebunden.

### Libellen

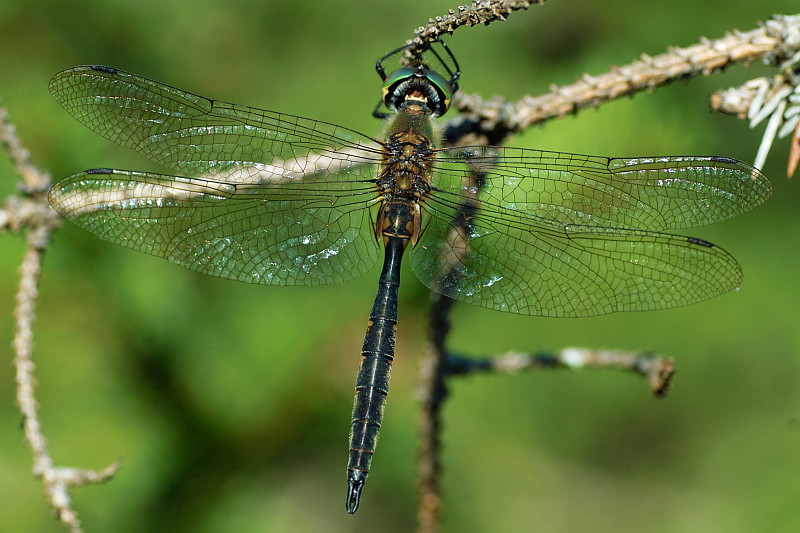
Gefleckte Smaragdlibelle (Somatochlora flavomaculata)

Bisher wurden im Gebiet 34 Arten nachgewiesen. Die häufigste ist die Fledermaus-Azurjungfer, die in den Kirchwerder Wiesen ihren Verbreitungsschwerpunkt in Hamburg hat. An den größeren Gewässern verbreitet ist der Früher Schilfjäger. Aufgrund seiner meist kurzen Flugzeit und des unauffälligen Verhaltens wird er öfters übersehen. Die nach der FFH-Richtlinie geschützte Grüne Mosaikjungfer kann als eine Charakterart der Vier- und Marschlande bezeichnet werden. Sie ist für die Eiablage auf die Krebsschere angewiesen. Die Larven, die einen hohen Sauerstoffbedarf haben, sinken im Winter mit den Krebsscheren auf den Gewässerboden, wo sie besser gegen Kälte und Zufrieren geschützt sind. Die Bestände können nur durch eine Förderung der Krebsscherengewässer erhalten bzw. vermehrt werden.
Die seltene Keilfleck-Mosaikjungfer ist ebenfalls auf Krebsscherengewässer angewiesen. Die Gefleckte Smaragdlibelle stellt an ihren Lebensraum besondere Anforderungen: Sie besiedelt nicht offene Wasserflächen, sondern von diesen separierte, gut strukturierte Flachwasserzonen. In den Kirchwerder Wiesen sind dies pflanzenreiche Grabenabschnitte mit stabilem Wasserstand.
Der wärmeliebende Gebänderte Heidelibelle kommt grundsätzlich das Grabensystem mit seiner Bewirtschaftungsdynamik entgegen: In vor kurzer Zeit geräumten Gräben mit guter Wärmeentwicklung, geringer Konkurrenz und wenigen Räubern können sich die Larven dieses R-Strategen schnell entwickeln.

### Heuschrecken

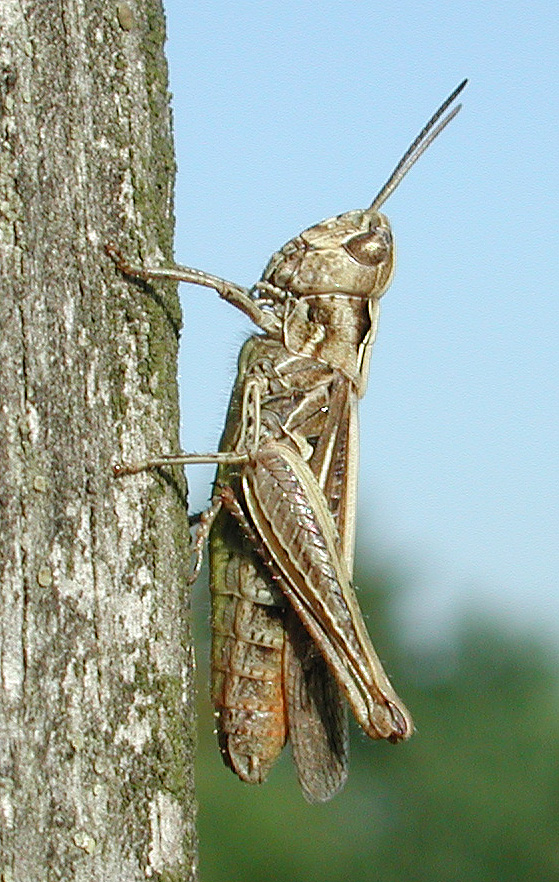
Nachtigall-Grashüpfer (Chorthippus biguttulus) Aufgenommen in den Kirchwerder Wiesen

Im Naturschutzgebiet wurden 15 von 30 gegenwärtig in Hamburg vorkommenden Heuschreckenarten gefunden. Die bundesweit stark gefährdete Sumpfschrecke ist besonders hervorzuheben. Es handelt sich um eine typische Art der Feuchtwiesen, deren Larven die höchsten Feuchtigkeitsansprüche aller europäischen Heuschrecken-Arten besitzen. Auch wenn das Schutzgebiet insgesamt keine herausragende Bedeutung für Heuschrecken hat, sind Sumpfschrecke und Große Goldschrecke als Leitarten für die Entwicklung des Schutzgebietes anzusehen.

### Schnecken und Muscheln
Im Schutzgebiet wurden 33 Muschel- und Schneckenarten nachgewiesen. Besonders hervorzuheben ist das Vorkommen der Zierlichen Tellerschnecke. Für diese auch bundesweit vom Aussterben bedrohte Art stellen die Kirchwerder Wiesen den wichtigsten Lebensraum in Hamburg dar. Sie lebt in sonnenexponierten, pflanzenreichen Kleingewässern mit klarem Wasser.

## Erreichbarkeit
Das Naturschutzgebiet kann mit dem Fahrrad von der hamburgischen Innenstadt aus sehr gut erreicht werden: über Rothenburgsort, das Sperrwerk Billwerder Bucht auf dem Deichverteidigungsweg am Moorfleeter Hauptdeich an der Elbe bis zur Tatenberger Schleuse. Dort beginnt der Marschbahndamm. Von hier sind es über Ochsenwerder und Fünfhausen 8 km bis zum Schutzgebiet. Von Bergedorf aus ab dem Curslacker Neuer Deich, über den Kirchwerder Landweg bis zum Fersenweg sind es 7 km.
Mit öffentlichen Verkehrsmitteln: vom S-Bahnhof Bergedorf die Buslinien 223 oder 323 bis zur Haltestelle Fersenweg.
Ein möglicher 7 km Rundweg: am Kirchwerder Landweg den Fersenweg Richtung Osten bis zum Marschbahndamm. Diesen Richtung Süden bis zum Gleisdreieck folgen (großer Kinderspielplatz). Hier den Marschbahndamm Richtung Westen bis zum Kirchwerder Landweg und dort Richtung Norden bis zum Fersenweg.